# Frauenfussball in der Schweiz
Der Frauenfussball in der Schweiz begann Anfang der 1970er-Jahre mit der Gründung der Nationalliga A (Frauenfussball) 1970 und der Schweizer Fussballnationalmannschaft der Frauen 1972. 2017 nahm sie erstmals an einer Europameisterschaft teil. Im Juni 2014 qualifizierte sie sich erstmals für die Weltmeisterschaft, die 2015 in Kanada ausgetragen wurde.

## Geschichte
Die Geschichte des Frauenfussballs in der Schweiz lässt sich in drei Phasen einteilen: Anfänge, Institutionalisierung und gesamtschweizerische Koordination.

### Anfänge (1920er Jahre bis 1970)
Die erste Erwähnung weiblicher Fussballaktivität in der Schweiz geht auf das Jahr 1923 zurück. Die Zeitung Le Sport Suisse berichtete vom organisatorischen Zusammenschluss fussballbegeisterter Frauen in Genf unter dem Namen Les Sportive auf Initiative der Speerwerferin Francesca Pianzola. Danach gab es bis in die 1960er Jahre überhaupt keine Berichterstattung über fussballerische Aktivitäten von Frauen in der Schweiz. Dies ist möglicherweise auf die Weltwirtschaftskrise, die Kriegswirren und die Verbote von Frauenfussball in England (1921–1971) und Deutschland (1955–1970) zurückzuführen.
Durch die beliebten Grümpelturniere setzte in den 1960er Jahren eine neue Bewegung ein. 1963 gründeten Monika und Silvia Stahel in Murgenthal den FC Goitschel. Der Name war eine Hommage an die beiden erfolgreichen französischen Skirennfahrerinnen Christine Goitschel und Marielle Goitschel, die ebenfalls Fussball spielten. Sie schrieben an den SFV mit der Bitte, offizielle Spiele absolvieren zu können. Darauf antwortete der SFV mit einer Absage, gab jedoch den fussballbegeisterten Frauen die Möglichkeit, Schiedsrichterinnen zu werden: «Finalement, nous avons trouvé un chemin pour donner satisfaction à ces jeunes filles intéressées à la cause du football en leur donnant la possibilité de devenir femme-arbitre.» Damit erhofften sich die Verbandsverantwortlichen eine Erhöhung der niedrigen Anzahl Spielleiter. Dieser Schritt war für die Entwicklung des Frauenfussballs von grosser Bedeutung, ermöglichte er doch den Frauen den Einstieg in die Welt des institutionalisierten Fussballs.
Aufsehen erregte 1965 Madeleine Boll. Sie war die erste lizenzierte Fussballspielerin der Schweiz. Der SFV hatte ihr irrtümlicherweise einen offiziellen Spielerpass ausgestellt. Sie hatte zunächst am Juniorentraining des FC Sion teilgenommen und danach den Pass beantragt. Mit dem Pass konnte sie am Vorspiel der ersten Europacup-Partie des FC Sitten gegen Galatasaray Istanbul teilnehmen. Die Präsenz des Mädchens lockte Journalisten aus der ganzen Welt herbei, der Pass wurde annulliert. Dank der Medienpräsenz konnte Madeleine Boll wenig später in der damals sehr guten italienischen Meisterschaft teilnehmen, spielte in der Zeit von 1970 bis 1974 zuerst bei Gomma-Gomma, dann bei Ambrosiana. Ihre Popularität löste in der Schweiz einen Boom im Frauenfussball aus.

### Institutionalisierung (1970 bis 1993)
Am 21. Februar 1968 wurde in Zürich der erste Frauenfussballclub gegründet, der Damenfussballclub Zürich (DFC Zürich). Erste Präsidentin war Ursula Moser, die den Verein zusammen mit ihrer Schwester Trudy Streit-Moser gegründet hatte. Am 24. April 1970 wurde im Restaurant Bürgerhaus in Bern die Schweizerische Damenfussball-Liga (SDFL) ins Leben gerufen, die heutige Nationalliga A. Bereits ein Jahr zuvor hatten sich die Klubs Yverdon, Serrières, Sainte-Croix, Boudry, La-Chaux-de-Fonds und Sion zur Association Romande de Football Féminin (ARFF) zusammengeschlossen. Die erste inoffizielle Meisterschaft in der Westschweiz 1969/70 wurde vom DFC Sion gewonnen. Die Schweizerische Damenfussball-Liga bestand zu Beginn aus 18 Vereinen, die in drei Regionen eingeteilt waren. Erster offizieller Meister wurde der DFC Aarau. 1975 wurde der Schweizer Cup lanciert. Erster Cupsieger wurde der DFC Sion. Die erfolgreichsten Klubs in den 1980er Jahren waren der DFC Bern und der SV Seebach Zürich, und man spricht deshalb von einer Berner und Zürcher Dominanz des Frauenfussballs in den 1980er Jahren.

### Gesamtschweizerische Koordination (seit 1993)
Am 15. Mai 1993 wurde im Restaurant Bürgerhaus in Bern die Integration in den Schweizerischen Fussballverband beschlossen. Damit begann eine neue Phase des Aufschwungs. Die Anzahl der Spielerinnen und Vereine nahm rapide zu, die Qualität der Organisation und der Spiele steigerte sich. Als Beitrag zur Nachwuchsförderung wurde im selben Jahr der Schweizer Cup für Juniorinnen eingeführt.
Für Aufsehen sorgte 1994 der FC Wettswil-Bonstetten, der seine Frauenabteilung aufhob, weil diese «für das Ausleben von abnormalen Veranlagungen» ausgenützt würde – zu einer Zeit, in der bereits fast 4000 Mädchen und Frauen Fussball spielten.

### Entwicklung der Anzahl Spielerinnen
Der erste nationale Wettbewerb, die Nationalliga A, startete 1970 mit 18 Teams und 270 Spielerinnen. Mittlerweile sind es über 17'000 lizenzierte Spielerinnen (Stand 2006). Damit ist der Frauenfussball zu einer der beliebtesten Frauensportarten in der Schweiz geworden.

## Wettbewerbe

### Spitzenfussball
- Nationalliga A: Die höchste Spielklasse im Frauenfussball in der Schweiz. 8 Teams kämpfen um den Meistertitel und um die Teilnahme an der UEFA Women’s Champions League. Die Letztplatzierte Mannschaft steigt ab.
- Nationalliga B: Die zweithöchste Spielklasse im Frauenfussball in der Schweiz. 10 Teams um den Aufstieg (eine Mannschaft) und den Ligaerhalt. Die zwei letztplatzierten Mannschaften der Abstiegsrunde steigen direkt in die 1. Liga ab.
- U-18: Die Spielklasse für den Nachwuchs der Nationalliga A-Teams.

### Amateur-Liga
- 1. Liga: 2 Gruppen zu 12 Teams. Die Gruppensieger steigen in die Nationalliga B auf.

### Regionalligen
- 2. Liga: Gruppen zu 12 Teams. Die höchste Liga, die von den Regionalverbänden ausgetragen wird.
- 3. Liga: Gruppen zu 10 Teams.
- 4. Liga: Unterste Spielklasse. Verschiedene Gruppengrössen.

### Schweizer Cup
Am Schweizer Fussballcup, der seit 1975 ausgetragen wird, nehmen die Teams von der Nationalliga A bis zur 3. Liga teil.

## Bekannte Vereine
- FFC Zürich-Seebach: Rekordmeister (12×)
- FFC Bern: Rekordpokalsieger (15×), UEFA-Women's-Cup-Teilnehmer 2001
- SC LUwin.ch Luzern: Schweizer Meister 2002–2006, UEFA-Women's-Cup-Teilnehmer 2002–2006
- FFC Zuchwil 05: Schweizer Meister 2007, UEFA-Women's-Cup-Teilnehmer 2007
- FC Yverdon Féminin: Schweizer Cup 2010 und 2011

## Bekannte Spielerinnen
- Ramona Bachmann, Chelsea, England
- Madeleine Boll
- Marisa Brunner, SC Freiburg
- Vanessa Bürki, FC Bayern München
- Lara Dickenmann, VfL Wolfsburg
- Nadia Gäggeler, SG Essen-Schönebeck
- Rahel Graf, SC Kriens
- Nora Häuptle, FC Twente Enschede
- Ramona Heinis, FC Basel
- Florijana Ismaili †, YB Bern
- Kathrin Lehmann, Hammarby IF, Schweden
- Martina Moser, SC Freiburg
- Jennifer Oehrli, YB Bern
- Sandra de Pol, FC Bayern München
- Fabiana Pulimeno, LASK Ladies, Linz
- Franziska Schärer, FFC Bern
- Jasmin Schnyder, IF FlØya, TromsØ, Norwegen
- Daniela Schwarz, Toronto Lady Lynx
- Prisca Steinegger, FFC Zürich Seebach
- Riola Xhemaili, SC Freiburg, Deutschland
- Lia Wälti, Arsenal, England

## Nationalmannschaft
Die 1972 gegründete Schweizer Fussballnationalmannschaft der Frauen nahm 2017 erstmals an einer Europameisterschaft teil und schied hier in der Vorrunde aus. Im Juni 2014 qualifizierte sie sich erstmals für die Weltmeisterschaft 2015, bei der sie im Achtelfinale gegen den Gastgeber Kanada ausschied. Bereits 1970 nahm eine Auswahl von Schweizerinnen an den ersten inoffiziellen Weltmeisterschaft der Frauen in Salerno (Italien) teil, u. a. Madeleine Boll, Cathy Moser und Trudi Streit-Moser.